# Uiești, Giurgiu
Uiești (în trecut, Uiești-Moșteni) este un sat în comuna Bucșani din județul Giurgiu, Muntenia, România. Este situat în Câmpia Găvanu-Burdea, în nordul județului.